# ژرژ داندلو
ژرژ داندلو (به فرانسوی: Georges Dandelot) (زادهٔ ۲ دسامبر ۱۸۹۵ – درگذشتهٔ ۱۷ اوت ۱۹۷۵) موسیقی‌دان، آهنگساز و مدرس موسیقی اهل فرانسه بود. او نویسندهٔ کتاب‌های مرجع آموزشی متعددی است که هنوز به‌طور گسترده برای آموزش تئوری موسیقی در مدارس موسیقی و هنرستان‌ها استفاده می‌شود.

## زندگی‌نامه
ژرژ داندلو، ۲ دسامبر سال ۱۸۹۵ میلادی در پاریس متولد شد. او فرزند آرتور داندلو و مادلین مانژو بود و مقدمات موسیقی را نزد آنان فراگرفت. ژرژ در سن ۱۰ سالگی به کنسرواتوار ملی موسیقی پاریس راه یافت. امیل شوارتز، لویی دیمر، خاویر لرو، ژان گالن، ژرژ کاوساد، چارلز ماری ویدور، وینسنت دایندی، موریس امانوئل، پل دوکاس و آلبرت راسل از جمله استادان وی بودند.
ژرژ داندلو در سال ۱۹۱۹ تدریس پیانو را در «اکول نرمال موسیقی پاریس» آغاز کرد. او از سال ۱۹۴۲ به عنوان استاد هارمونی در کنسرواتوار ملی موسیقی پاریس منصوب شد.وی نویسندهٔ کتاب‌های مرجع آموزشی متعددی است که هنوز به‌طور گسترده برای آموزش تئوری موسیقی در مدارس موسیقی و هنرستان‌ها استفاده می‌شود. کتاب مهارت نت‌خوانی در تمامی کلیدها از جمله کتاب‌های داندلو است که توسط امیر فتحی به فارسی ترجمه و در ایران منتشر شده‌است. محمدتقی مسعودیه از جمله شاگردانِ هارمونیِ ژرژ داندلو در کنسرواتوار ملی موسیقی پاریس بود.

## آثار موسیقی

### آثار ارکسترال
- اوراتوریو پاکس، برای سولو، گروه کر و ارکستر (۱۹۳۷)
- سمفونی در ر مینور (۱۹۴۱)
- کنسرتو برای پیانو و ارکستر (۱۹۳۴)
- کنسرتو رمانتیک برای ویلن و ارکستر (۱۹۴۴)
- ۲ والس: ۱. والس رمانتیک، ۲. والس فوق‌العاده (۱۹۳۱)
- موسیقی همراه (۱۹۵۷)

### موسیقی مجلسی
- چهار کوارتت زهی (۱۹۳۳، ۱۹۵۴، ۱۹۵۶ و ۱۹۵۷)
- سه والس برای ۲ پیانو
- سوناتین برای فلوت و پیانو (۱۹۳۸)
- سوناتینا برای پیانو و ویلن (۱۹۴۶)
- سوناتینا برای ترومپت (۱۹۶۱)

### باله
- شام قحطی (۱۹۴۳)
- آفرینش (هفت رقص از اشعار دو بارتاس، ۱۹۴۸)
- پیرو و گل رز (باله در ۵ قسمت، ۱۹۴۸)
- باغ شگفت‌انگیز (باله در یک پرده، ۱۹۵۰)

### اپرا
- دشمن (اپرا در ۳ پرده)
- نوحه پرانزینی و ترز لیزیو (۱۹۳۵)
- میداس (اپرای کمیک در ۳ پرده، ۱۹۴۸)
- آپولین (اپرت در ۳ پرده)

### موسیقی کرال
- غزل زیبایی (گروه کر مختلط ۴ صدایی)
- شب شب‌ها (گروه کر مختلط ۴ صدایی)
- جغدها، اسب کوچولو در هوای بد، دانش آموز بد، فرفره، الاغ خاکستری کوچولو (برای گروه کر زن با ۳ صدا، ۱۹۶۲)
- شش همخوان (برای ۳ صدای زنان یا کودکان، ۱۹۶۲)

### سایر آثار
شش آهنگ بیلیت (۱۹۲۴)
ملودی‌های آوازی و پیانو بر روی شعرهای شاعران مختلف